# تجسدات الله في القبالة
تستخدم القبالة، وهي النظام المركزي في الباطنية اليهودية، التجسيم والقياس و الاستعارات لوصف الله بحسب الديانة اليهودية . وتشمل هذه التأثيرات الذكور والإناث في الإلهية . ويحذر القابليين مرارا وتكرارا بضرورة الحاجة إلى التخلي عن المفاهيم المادية ، أو الثنائية ، أو التعددية ، أو دلالات مكانية وزمنية في فهم الله. بما أن «التوراة تتحدث بلغة الإنسان» ،  فإن المصطلحات التجريبية تفرض بالضرورة على تجربة الإنسان في هذا العالم. وبمجرد وصف التناظر، ترتبط قيوده بعد ذلك ، تجريد نواة قشره ، للوصول إلى تصور أكثر صدقا.
لتجنب سؤ الفهم النتاتج عن استعمال المفهوم المادي غير السليم، لا يسمح القباليون بنقل المعلومات شفاهة إلا إلى الدوائر القريبة جدا، وبدوافع مخلصة، وللتعلم المتقدم ولإعداد النخبة، مع السعي أيضًا إلى نشر محتمل من القرن السادس عشر إلى مزيد من التحضير للمسيح الموعود. وكان من شروط تعلم القبالة هو من خلال فهم وحدته مع التيار التام التلمودي، والهارشية والفلسفية وذلك لتفادي لتفادي المغالطات. هم نسبوا هرطقة الدونمة التي حصلت بين الفرنين الـ 17 و18 قرن [ سباتين] إلى تطبيق مباديء قبالية مغلوطة لدوافع شخصية.
ظهرت الكابالا بالتوازي مع التقليد العقلاني للفلسفة اليهودية في العصور الوسطى.في مبدائه الثالث للإيمان، بنى موسى بن ميمون معيار اللاهوت اليهودي في رفضه الفلسفي ضد أي تفسير قد يؤدي إلى إشارات كاذبة حول ماهية الله، بحسب ما ورد في الكتاب المقدس العبري والأدب الحاخامي والتدوين القانوني للتوحيد . صاغ فلسفي التعالي الإله من خلال اللاهوت السلبي. وافق القباليون على تطبيق هذا القانون ولكنهم استخدموا فكرة الانبثاق الإلهي. ومع ذلك ، اختار القباليون بعناية المصطلحات الخاصة بهم للدلالة على مفاهيم خفية وعلاقات عميقة في التأثيرات الروحية الإلهية. بشكل أكثر دقة ، عندما يصفون انبعاث العالم المادي من العوالم الروحية، تستمد الأشكال المجسمة المتماثلة واستعارات المواد نفسها من خلال السبب والأثر من نظائرها الجذرية الدقيقة في المتعالي.

## روابط خارجية
- التوحيد الحقيقي، الفهم القبالي للوحدة المطلقة للمظاهر الإلهية، من موقع inner.org

1. ↑   تلمود Berachot 31b ومصادر أخرى في تشازال
2. ↑   The Maggid Great ، Jacob Immanuel Schochet ، Kehot. حاشية تقتبس من بعل شيم طوف باسم مناحيم مندل شنايرسون  [لغات أخرى]‏ (1789-1866) يوجهون المواطن العادي ضد تعلم الكابالا الكلاسيكي ، خارج تفسيره الحسيدي الداخلي. نشأ خطأ السبتيونية  [لغات أخرى]‏ وفرعها الفريشية من سوء الفهم الجسدي للكابالا
3. ↑   "أنا أؤمن بإيمان تام بأن الخالق ، المبارك باسمه ، ليس له جسد ، وأنه خال من كل خواص المادة ، وأنه لا يمكن أن تكون هناك مقارنة (جسدية) له على الإطلاق ،" المبدأ الثالث لمميمونيدس الإيمان
4. ↑   "وكان قبالة لوريانية آخر حركة دينية في اليهودية التي أصبح تأثيرها راجحا بين جميع قطاعات الشعب اليهودي وفي كل بلد من دول الشتات ، دون استثناء". جرشوم شوليم الاتجاهات الرئيسية في التصوف اليهودي 3 طبعة 1955، التايمز وهدسون، وصفحات 285-6